# Автомобіль

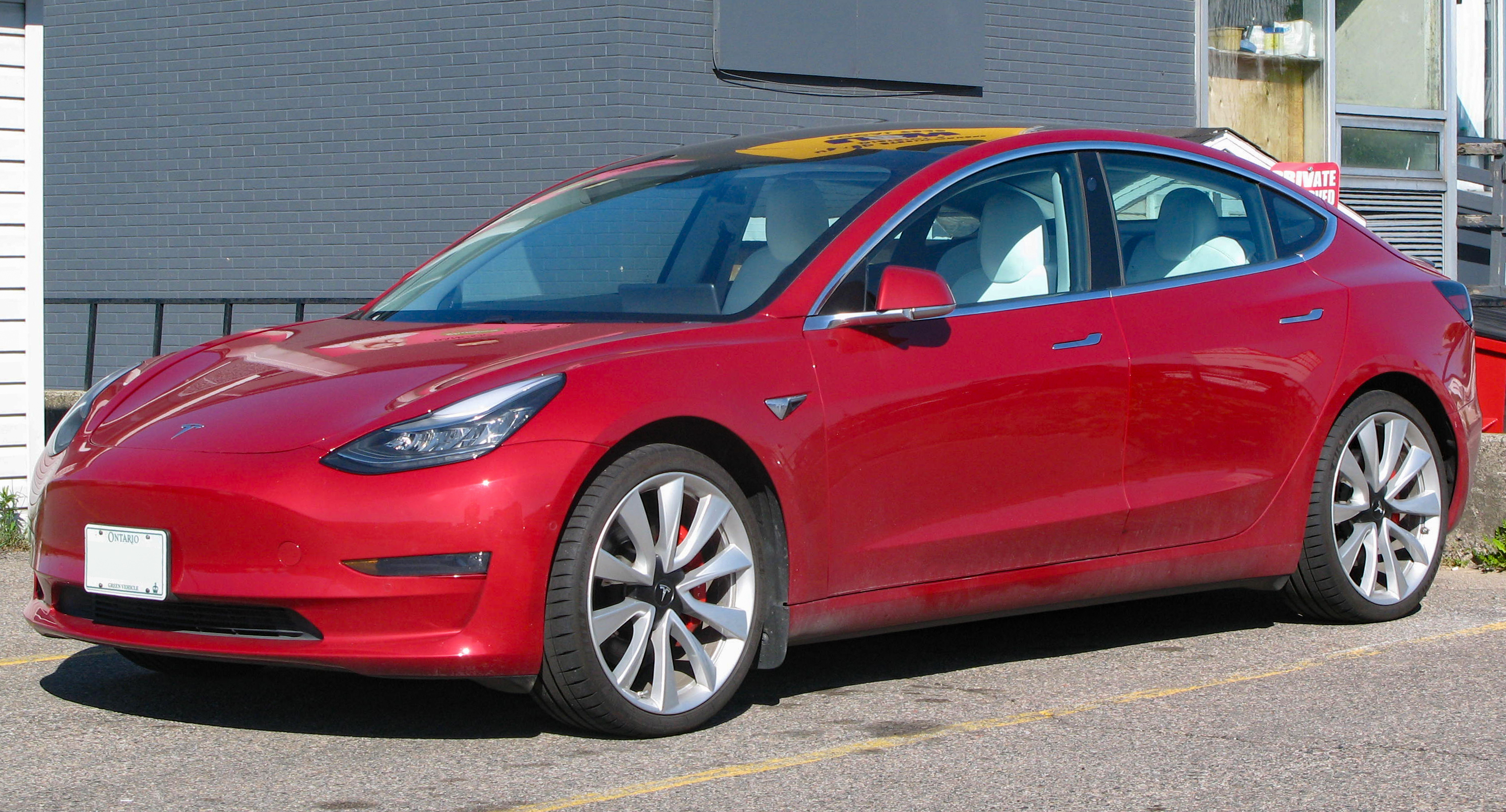
Сучасний легковий автомобіль (електромобіль) Tesla Model 3

Автомобі́ль (від грец. αὐτός — «сам» і лат. mobilis — «той, що рухається») — самохідна колісна машина, яка приводиться в рух встановленим у неї двигуном і призначена для перевезення людей, вантажу, буксирування транспортних засобів, виконання спеціальних робіт та перевезення спеціального устаткування безрейковими дорогами. Пересувається переважно суходолом.

## Назва

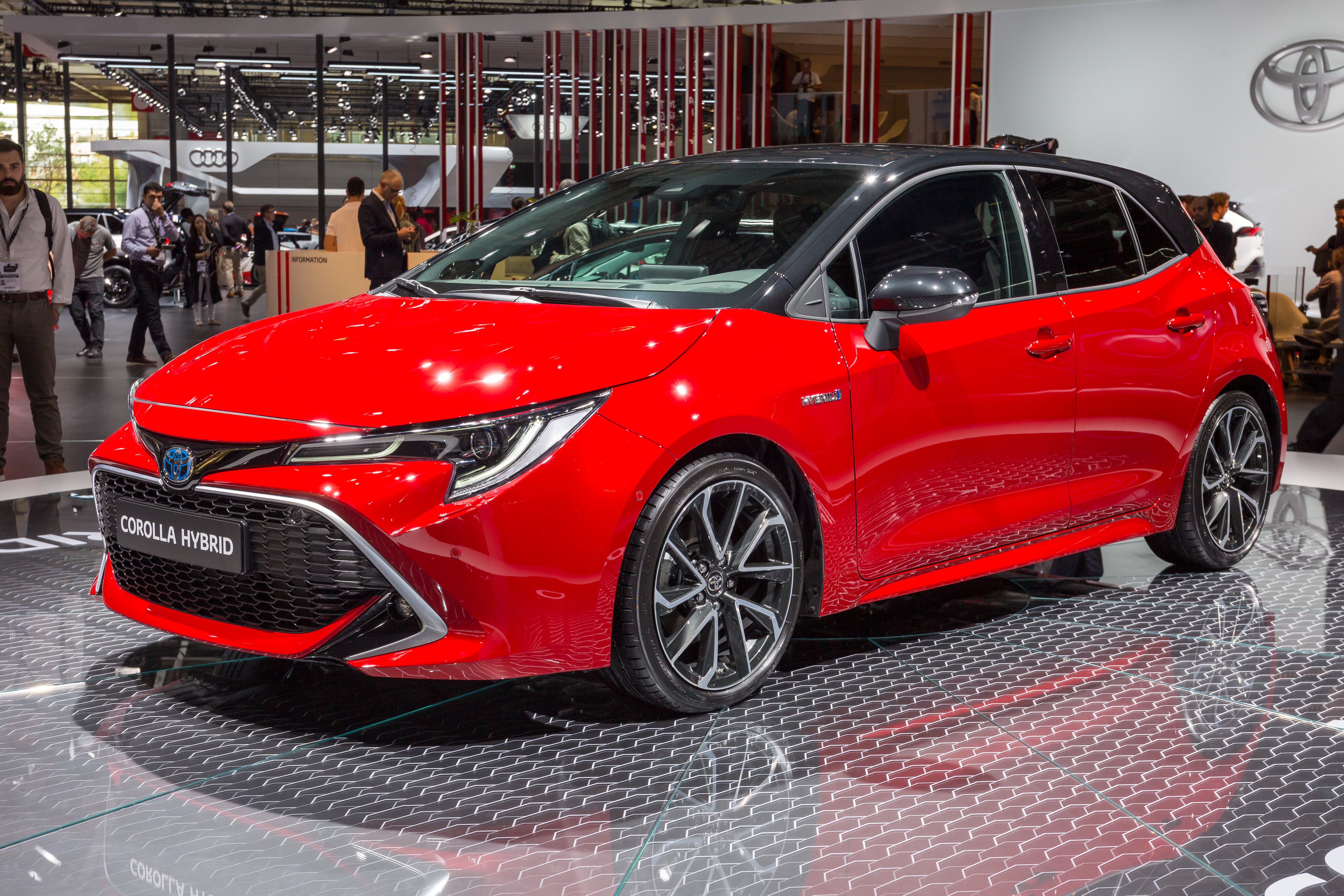
Toyota Corolla - найбільш продаваний автомобіль усіх часів. (50 000 000 автомобілів в 2021 році)

Автомобілями називають самохідні сухопутні безрейкові транспортні засоби з двигуном внутрішнього згоряння також з електричною силовою установкою чи гібридною установкою. Слово вживається з другої половини XIX століття. До справжніх автомобілів не відносять відомі з XVIII ст. безкінні транспортні засоби, що являли собою безрейкові паровози, такі як локомобілі, парові карети та інші (хоча їх часто називають паровими автомобілями).
Рідковживана зараз назва автомашина походить від машина (яким колись називали переважно паровоз, паровик пароплава, а також інші механізми) з доданням уточнювального авто-. Надалі воно скоротилося до машина, внаслідок поширення цього виду транспорту. Розмовний варіант авто́ вживається і в інших мовах, в українській з кінця XX — початку XXI поширюється похідне від нього зменшувальне авті́вка. Інші розмовні і жартівливі назви автомобіля в українській мові — мотор, чортопха́йка (колись так жартома називали легкі візки, а також човни). Також існувала назва — самохі́д.

## Призначення
Автомобіль призначений для перевезення пасажирів і вантажів, спочатку розглядався як механізований варіант кінної упряжки.
Більшість сучасних автомобілів мають чотири колеса та двигун що приводить їх в рух. Більшість автомобілів що вироблялися до 2010 року починають рух за допомогою двигуна внутрішнього згоряння, який працює на спалюванні викопного палива. Гібридні автомобілі активно почали виробляти у 2000 році, після 2010 року електромобілі.

## Класифікація

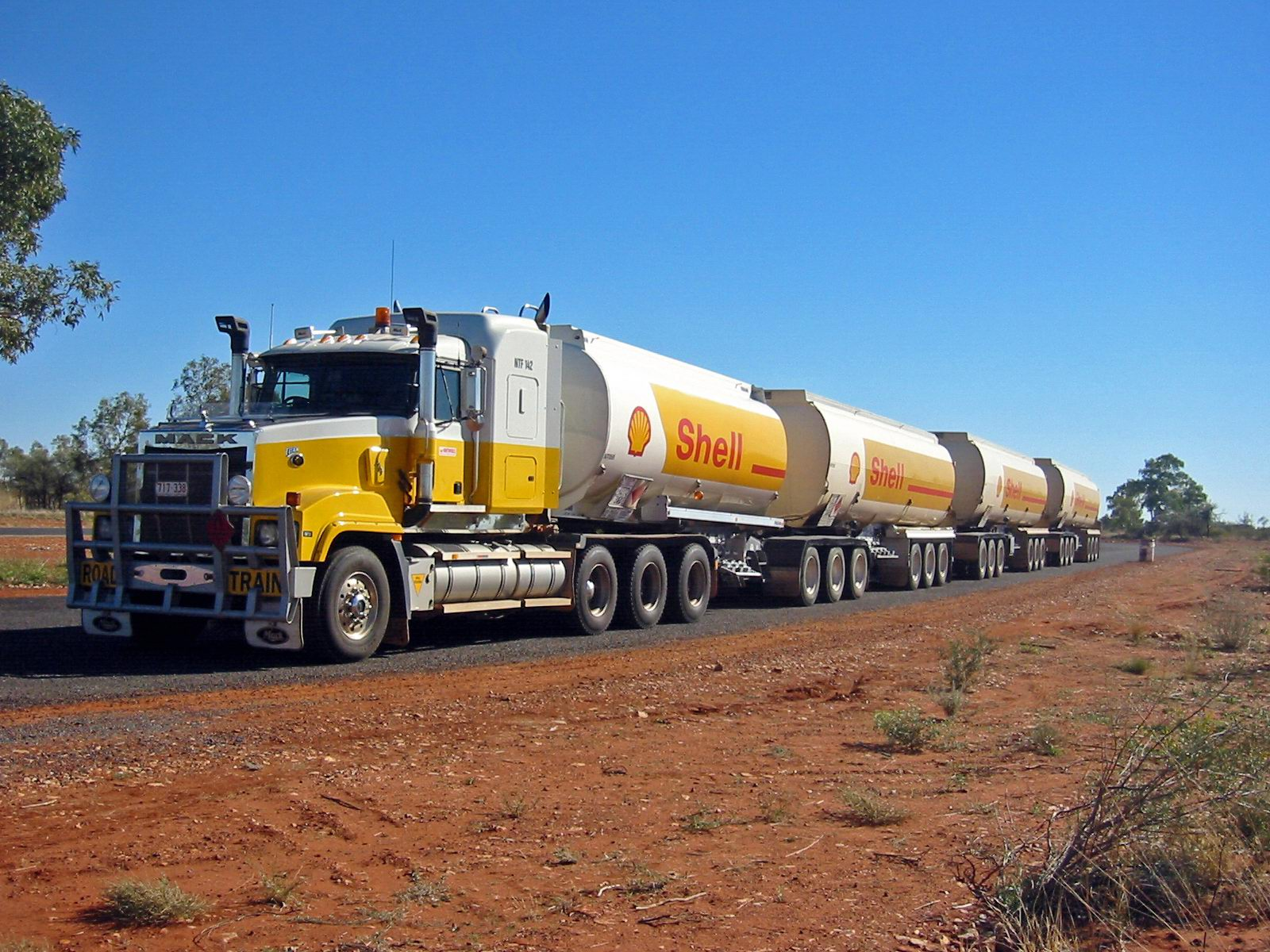
Автопоїзд

Сучасні автомобілі за призначенням поділяються на:
- транспортні — основна група, призначені для перевезення людей і вантажу (до транспортних автом́обілів належать також спеціальні буксирні і сідлові тягачі, призначені для роботи в складі автопоїзда):
  - вантажні,
  - пасажирські:
    - легкові,
    - мікроавтобуси,
    - автобуси;
- спеціальні — обладнані відповідним устаткуванням і призначені для виконання певних виробничих операцій (автокрани, автовишки, автокомпресори, пожежні машини, пересувні ремонтні майстерні та інше);
- перегонні[джерело?] — використовуються для спортивних змагань, для перегонів.

### Легкові автомобілі

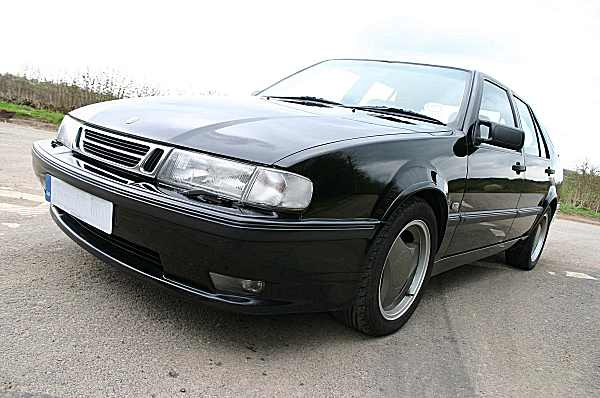
Saab 9000

Легкові автомобілі, призначені для індивідуальних перевезень пасажирів, мають від 2 до 9 місць, включаючи місце водія. За європейською класифікацією розрізняють такі класи легкових автомобілів:
Клас А. Сюди належать невеликі «міні» автомашини, які найчастіше використовуються у містах, для поїздки на дачу, для подорожей вони не дуже підходять. Ширина такого автомобіля — до 1,6 метра, довжина — не більше 3,6 метра.
Клас B. Це малогабаритні автомобілі малого класу. Найчастіше їх використовують для приміських та міських поїздок. У цих машин довжина складає не більше 4 метрів.
Клас С. Це автомашини нижчого середнього класу, так званий гольф-клас. Ширина кузова складає від 1,6 до 1,75 метра, довжина від 3,9 до 4,4 метра.
Клас D. Це автомашини середнього класу.
Клас E. Це машини вищого середнього класу.
Клас F. До цього класу належать дуже дорогі автомобілі, так званого представницького класу. Ширина машини від 1,7 метра, довжина від 4,6 метра.
Легкові автомобілі класифікуються також за типом кузова:
- закриті − седан, дводверний седан, хетчбек, купе, лімузин, мінівен, хардтоп, таун-кар, комбі, ліфтбек, брогам;
- відкриті − кабріолет, фаетон, ландо, тарга, родстер, спайдер;
- вантажо-пасажирські − пікап, фургон, універсал.

### Автобуси

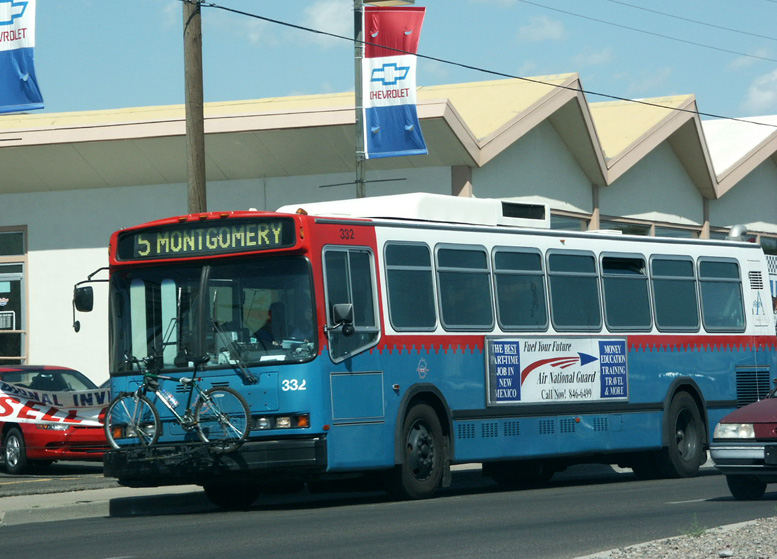
Neoplan AN440

Автобуси призначені для групових перевезень пасажирів. За кількістю місць для сидіння поділяються на:
- автобуси малої місткості (до 25 сидячих місць),
- середньої (від 26 до 35 сидячих місць),
- великої (від 36 до 45 сидячих місць),
- особливо великої місткості (понад 45 місць).

За призначенням автобуси поділяються на:
- міські,
- міжміські,
- спеціалізовані, які відрізняються плануванням кузова, устаткуванням, обладнанням сидінь, швидкістю руху.

До спеціалізованих належать автобуси, призначені для перевезення пасажирів певних категорій (екскурсантів, туристів, школярів).

### Вантажні автомобілі

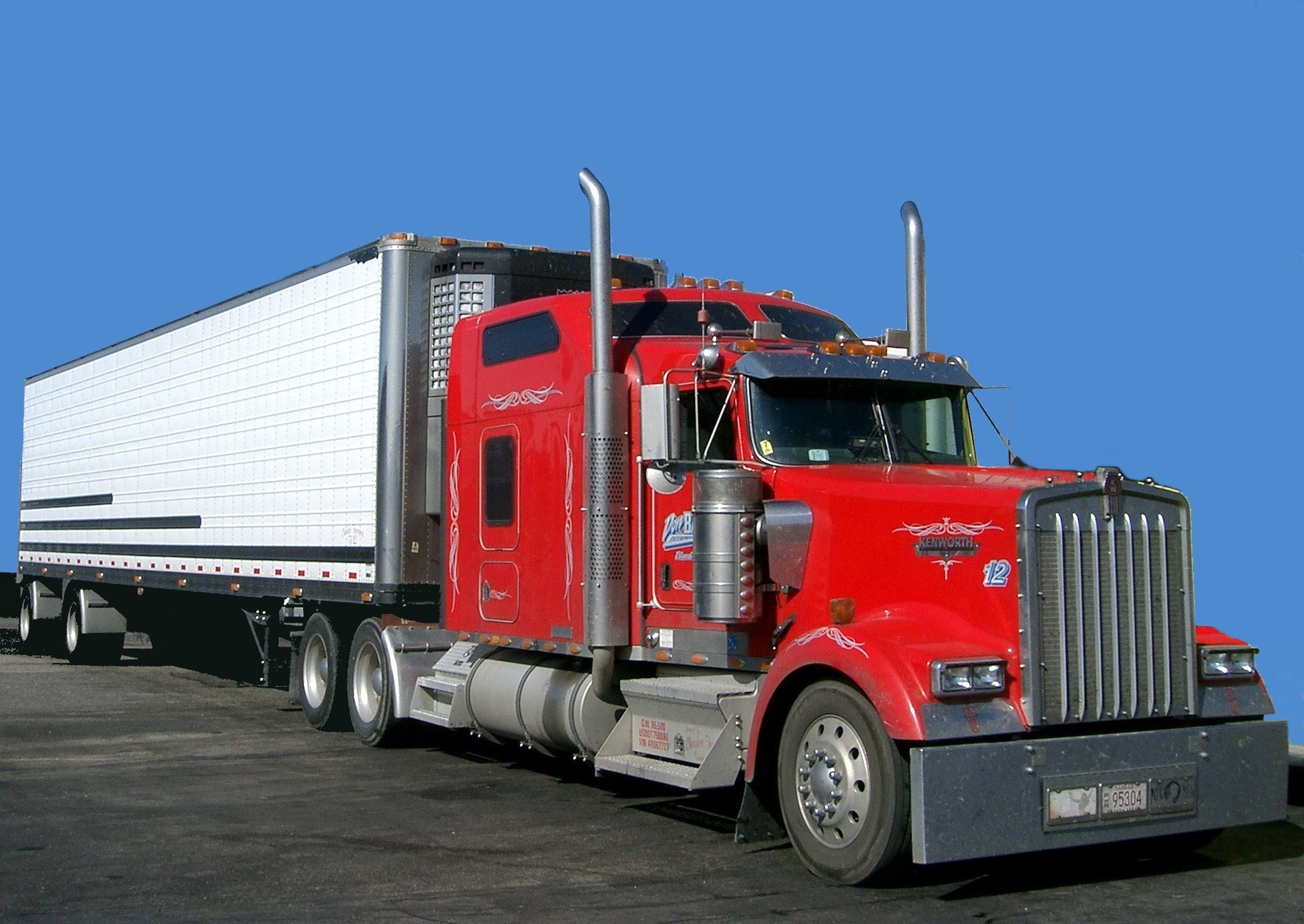
Kenworth W 900

Вантажні автомобілі класифікуються за завантаженістю. Розрізняють такі класи вантажних автомобілів:
- дуже малої завантаженості(менше ніж 0,75 тонни),
- малої завантаженості(0,75 — 2,5 тонни),
- середньої завантаженості(2,5 — 5 тонн),
- великої завантаженості(5 — 10 тонн),
- дуже великої завантаженості(понад 10 тонн).

За типом кузова вантажні автомобілі поділяються на:
- універсальні — мають відкриту платформу з відкидними бортами,
- спеціальні
  - самоскиди (з перекидною відкритою платформою),
  - фургони (з закритим кузовом),
  - цистерни (для рідин та сипучих речовин),
  - цементовози.
  - спеціальні.

## Історія

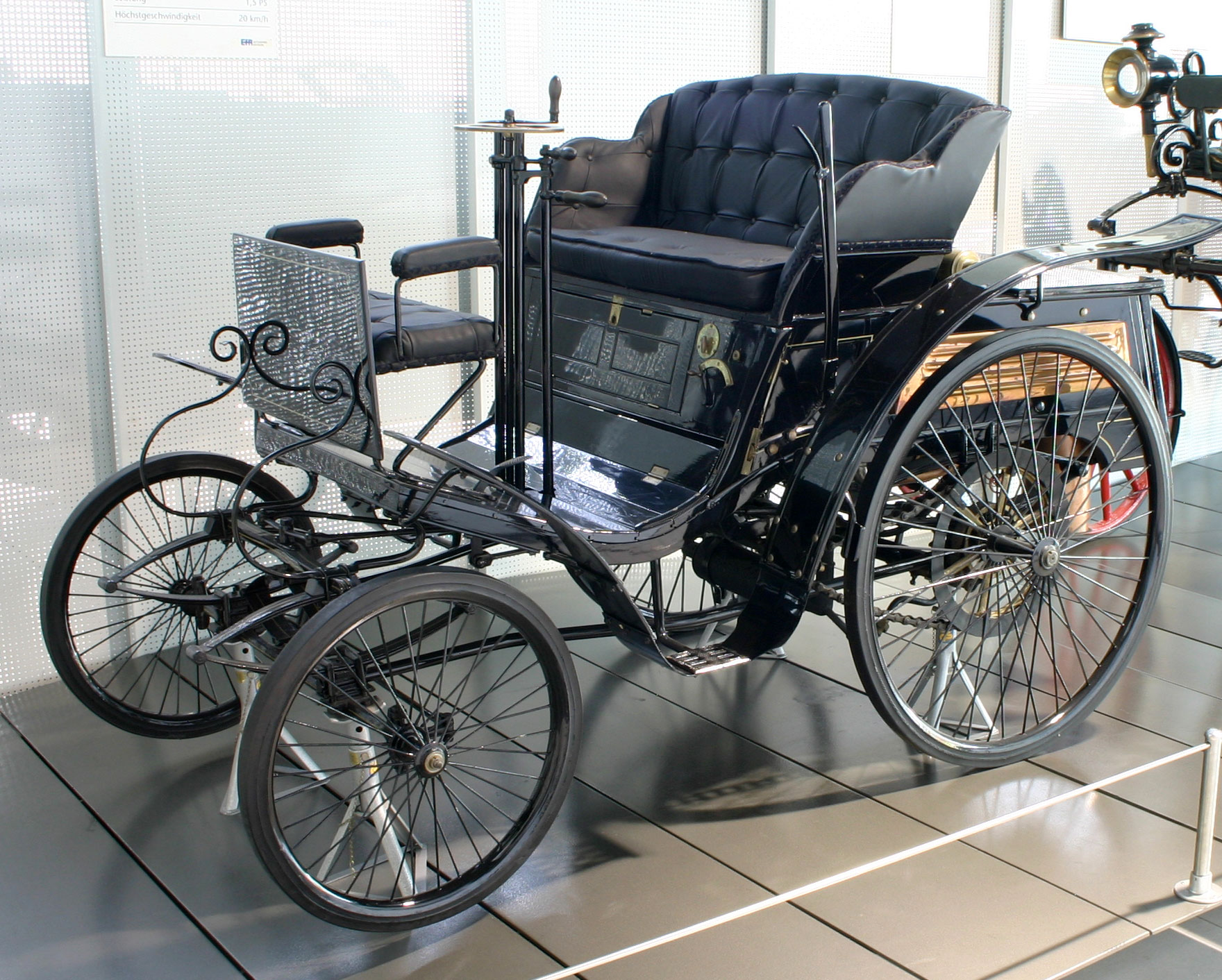
Автомобіль моделі «Velo» Карла Бенца (1894) розроблений для перших автомобільних перегонів.

Самохідні екіпажі різних схем і конструкцій розроблялися багатьма винахідниками ще в XVI-XVIII століттях. 
Швидкий розвиток автомобілів почався після появи швидкохідних і економічних, двигунів внутрішнього згоряння. У 1879 році Бенц отримав патент на свій перший двигун, який був розроблений в 1878 році. Його перший Motorwagen був побудований в 1885 році в Мангаймі, Німеччина. Він отримав патент на його винахід 29 січня 1886 (під егідою його великій компанії, Benz & Cie, яка була заснована в 1883 році). Benz почав продаж транспортного засобу 3 липня 1886, близько 25 автомобілів «Бенц» були продані між 1888 і 1893 роком. Вони також були наведені з чотирма двигунами власної конструкції. Француз Еміль Роже, що вже виробляв двигуни Benz за ліцензією, додав автомобіль Бенца до своєї лінії автомобілів. Оскільки Франція була більш відкритою для ранніх автомобілів, спочатку більше було збудовано та продано у Франції через Роже, ніж Benz продав у Німеччині. У серпні 1888 Берта Бенц, дружина Карла Бенца, зробила першу поїздку на автомобілі, щоб довести дорожню придатність винаходу чоловіка.

### Основні дати
- 1886 року Карл Бенц запатентував перший автомобіль.
- 1891 року Рене Панар та Еміль Левассор створили перший «безкінний» екіпаж, силовим агрегатом якого був двигун Даймлера.
- 1901 року Ренсом Елі Олдс налагодив у США серійне виробництво автомобіля «Олдсмобіль».
- 1906 року в Ле-Мані (Франція) відбулися перші автомобільні перегони Ґран-прі.
- 1908 року Генрі Форд розпочав випуск автомобіля Ford-T.
- 1934 року Сітроен Андре Гюстав розробив та налагодив виробництво автомобіля з переднім приводом.
- 1979 року винайдено каталізатор вихлопних газів, що дало можливість зменшити викиди шкідливих речовин у атмосферу.[12]

## Загальна будова

### Кузов
Кузов — це частина автомобіля або іншого транспортного засобу, яка призначена для розміщення пасажирів і вантажу. Кузов вантажного автомобіля кріпиться до рами автомобіля. Абсолютна більшість легкових автомобілів мають безрамні тримальні кузови, які одночасно виконують роль рами — до них приєднується решта вузлів і агрегатів автомобіля. Також безрамний кузов притаманний більшості автобусів.

### Ходова частина
Ходова частина складається з рами (у випадку рамної конструкції з не тримальним кузовом), переднього та заднього мостів (осей), підвіски та коліс зазвичай з пневматичними шинами (у 2023 році з'явилися безповітряні шини[джерело?]). Рама є основним тримальним елементом авто до якого кріпляться всі агрегати та прилади, а також кузова або кабіни й вантажної платформи у вантажних автомобілів. У легкових автомобілях і автобусах широко застосовуються безрамні конструкції, в яких всі механізми прикріплені до корпусу суцільнометалевого тримального кузова. Мости автомобілів передають вертикальне навантаження від рами або кузова на колеса, а штовхальні і гальмові зусилля — від коліс до рами або кузова. Передній ведений міст складається з балки і шарнірно з'єднаних з нею поворотних важелів, за допомогою яких повертаються керовані колеса. Тяговий міст зазвичай виготовляють порожнистим. У ньому розміщена частина механізмів силової передачі. Підвіска автомобіля пружно з'єднує мости з рамою і разом із шинами пом'якшує поштовхи та удари, що виникають під час руху автомобілів.
Як пружний елемент підвіски застосовують ресори (пружні балки, складені з окремих сталевих листів) або намотані пружини; використовують також стрижневу (торсійну), гумову, пневматичну і пневмогідравлічну підвіски. Для передніх коліс легкових автомобілів широко застосовують так звану «незалежну підвіску» , в якій пружний елемент з'єднує раму або кузов безпосередньо з колесом. Для гасіння коливань підвіски в усіх легкових та у деяких вантажних автомобілях встановлюють гідравлічні або механічні (фрикційні) амортизатори.
Для покращення стабілізації керовані колеса автомобілів встановлюються з певними кутами розвалу та сходження. Для контролю та регулювання цих параметрів застосовуються спеціальні (лазерні або комп'ютерні) стенди «розвал-сходження».
Крім того, колеса транспортних засобів підлягають періодичному балансуванню на спеціальних балансувальних верстатах.

### Двигун

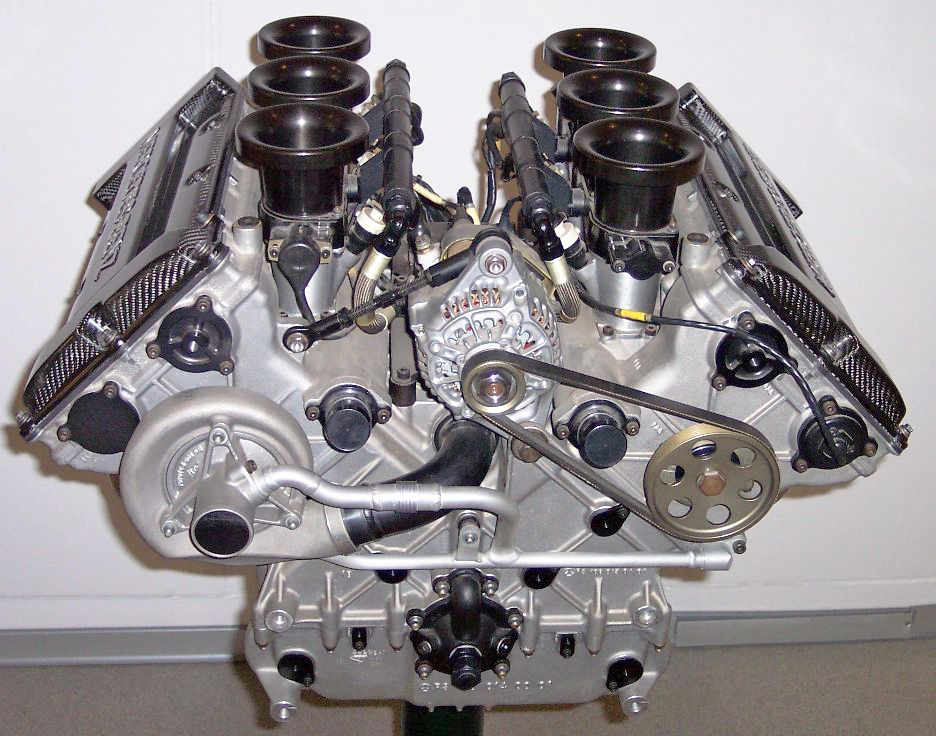
Двигун Mercedes V6, 1996 року випуску.

Основним типом двигуна сучасних автомобілів є поршневий двигун внутрішнього згоряння, рідше роторно-поршневий двигун внутрішнього згоряння. Невеликого поширення набули автомобілі з газотурбінним двигуном внутрішнього згоряння. Парові автомобілі тепер майже не застосовуються. За видом палива, що вживається для поршневих двигунів внутрішнього згоряння, розрізняють:
- бензинові,
- газові,
- дизелі

Двигун перетворює теплову енергію палива в механічну, внаслідок чого на валу двигуна виникає обертовий момент. Сучасні автомобільні двигуни працюють за чотиритактним робочим процесом. Вони мають потужність від 25 (мікролітражні автомобілі) до 450 к.с. (легкові автомобілі високого класу) при швидкості обертання корбового вала 3000—7000 об/хв. Дизелі застосовують чотиритактні і двотактні потужністю від 100 до 450 к.с. при 1,500—5000 об/хв. Число циліндрів від 2 (мікролітражні автомобілі) до 12 (потужні двигуни важких вантажних автомобілів і двигуни легкових автомобілів великого літражу). Розміщення циліндрів звичайно вертикальне однорядне або дворядне V-подібне чи опозитне. Двигун розміщують в передній частині автомобіля вздовж або впоперек кузова. В автобусах і зрідка в легкових автомобілях двигун розміщують в задній частині кузова.
Останнього часу на авторинку перспективного розвитку набули автомобілі з електричними (акумуляторними) та гібридними двигунами. Тип приводу цих електричних автомобілів підрозділяються на:
- акумуляторні електричні двигуни (або «чисто» електричний)
- гібридні автомобілі з електричним і бензиновим приводом
- гібридні автомобілі з електричним і дизельним приводом

### Трансмісія
Силова передача (трансмісія) призначена для передачі обертового моменту від корбового вала двигуна до ведучих коліс автомобіля. Вона складається з зчеплення, коробки передач, карданної передачі, головної передачі, диференціала і півосей, з'єднаних з маточинами ведучих коліс. Коробка передач дає можливість змінювати обертовий момент на ведучих колесах автомобіля при зміні опору руху (наприклад, на підйомі, при розгоні). Крім того, вона дозволяє здійснювати рух заднім ходом і забезпечує тривале роз'єднання двигуна з ведучими колесами, необхідне під час запуску двигуна і холостого ходу. За способом зміни передатного числа коробки передач поділяються на:
- ступеневі,
- безступеневі,
- комбіновані.

У сучасному автомобілі найпоширеніші прості ступеневі коробки передач. Зчеплення призначене для роз'єднання і повільного з'єднання робочого двигуна з коробкою передач, внаслідок чого забезпечується плавне рушання автомобіля з місця і зменшуються ударні навантаження на зубці шестерень коробки передач при їх перемиканні. За способом передачі обертового моменту зчеплення поділяються на:
- фрикційні — обертовий момент передається завдяки силам тертя між ведучими і веденими елементами механізму (звичайно дисками, що притискаються один до одного пружинами),
- гідравлічні (гідромуфта, гідротрансформатор) — обертовий момент передається за допомогою рідини, що циркулює між ведучим елементом — помповим лопатевим колесом і веденим елементом — турбінним колесом,
- комбіновані — застосовують в автомобілях з простою ступеневою коробкою передач, бо гідромуфта забезпечує дуже повільний розгін автомобіля, але запобігає ударам між зубцями шестерень коробки передач при їх перемиканні як фрикційна муфта.

Карданна передача зв'язує агрегати силової передачі, вали яких розміщені під деяким кутом, що змінюється під час руху автомобілів, або не співвісні. Вона складається з одного або кількох трубчастих карданних валів, карданних шарнірів (карданів) і проміжних опор. Кардани за своєю конструкцією поділяються на жорсткі і м'які.
Головна передача призначена для збільшення обертового моменту та передачі його від карданного вала до диференціала і далі на півосі, розміщені під прямим кутом до поздовжньої осі автомобіля. Головні передачі поділяються на:
- шестерневі:
  - одинарні,
  - подвійні;
- черв'ячні.

### Механізм керування
Механізм керування автомобілем складається з двох систем: кермового керування і гальмового керування. Кермове керування складається з кермового механізму і кермового приводу. Кермовий механізм перетворює поворот кермового колеса в кутове переміщення кермової сошки. Кермовий привод зв'язує сошку з поворотними цапфами керованих коліс. Він складається з поздовжніх кермових тяг, важелів поворотних цапф і поперечної кермової тяги.
У важких вантажних автомобілях і автобусах в систему кермового керування входять гідравлічні або пневматичні підсилювачі (сервомеханізми), що збільшують зусилля водія і значно полегшують його роботу. Також підсилювачі є у більшості легкових автомобілів. Для гальмування в автомобілі є чотири системи:
- основна, що діє від гальмової педалі;
- запасна (переважно запасною системою є один з контурів основної системи; в деяких дорогих автомобілів встановлюється окрема запасна гальмова система);
- допоміжна, призначена для гальмування на тривалих спусках, обов'язкова для магістральних автопоїздів і міжміських автобусів;
- стоянкова, що діє від ручного важеля.

## Застосування автомобілів
У процесі вдосконалення конструкції та технології виробництва автомобілів значно розширилася сфера їх застосування, що викликало появу спеціалізованих автомобілів. Спеціальні автомобілі використовуються зокрема для потреб:
- збройних сил (бронеавтомобілі, бойові машини піхоти, мобільні ракетні комплекси, радіолокаційні установки та ін.)
- будівельно-монтажних організацій (автокрани, бурові установки та ін.)
- автомобільного спорту
- служб нагальної допомоги (пожежні автомобілі, швидка медична допомога та ін.)
- комунального господарства (снігоочисні, сміттєвози, прибиральні та ін.)

## Виробництво автомобілів
У світі щорічно випускається понад 300 млн автомобілів.
Від 1951 до 1991 рік кількість машин на англійських дорогах зросла від 2 до 20 мільйонів. 
У І-му кварталі 2007 року вперше обігнавши General Motors за кількістю проданих авто на перше місце вийшла Toyota. Цей показник у Toyota: 2,348 млн, а у GM — 2,26 млн автомобілів.
Досконалість конструкції і пристосованість автомобілів до використання в різних умовах експлуатації оцінюються за його динамічними (швидкісними) властивостями, стійкістю руху, прохідністю, плавністю ходу, легкістю керування, паливною економічністю, надійністю. Ці експлуатаційні властивості автомобілів залежать від його конструктивних, геометричних і вагових параметрів. Для виробництва вітчизняних автомобілів характерним є значна потреба у підвищенні надійності й довговічності механізмів внаслідок поліпшення якості матеріалів, удосконалення технології виготовлення деталей, підсилення їх жорсткості, удосконалення системи фільтрування оливи та повітря у двигунах. Важливою проблемою є ергономічність та комфортабельність вітчизняних автомобілів. Вживаються заходи до полегшення технічного обслуговування, зокрема запроваджується система центрального мащення деталей ходової частини та механізмів керування.

## Автомобіль в Україні
Перший автомобіль в Україні з'явився в Одесі. Його власником в 1891 році став видавець і редактор «Одеського листка» Василь Васильович Навроцький — прихильник прогресу, який славився своєю демократичністю. З чергової поїздки до Франції Навроцький привіз небачений екіпаж.
Більшість істориків донині сперечаються про те, якої саме марки був цей автомобіль. За однією версією — Daimler або Benz. За іншою — французький Panhard & Levassor.
Плутанина викликана, швидше за все, тим, що на Panhard & Levassor встановлювалися двигуни Daimler. У «Одеському листку» помістили фотографію цього транспортного засобу як ілюстрацію до замітки про розвиток автомобілебудування. Навроцький активно використовував автомобіль не тільки для власного задоволення, але і для роботи, він доставляв журналістів і фотографів на місце подій раніше за конкурентів. Пізніше машина отримала постійну прописку в редакційному гаражі.
Варто відзначити, що в Петербурзі перший автомобіль з'явився в 1894 році, в Києві — в 1897. У 1904 році був організований Київський клуб автомобілістів. До 1911 року в місті налічувалося 78 автомобілів, в 1912 році їх було вже 166, а до кінця 1913 - 328. На Всеросійській виставці в Києві в 1913 році однією з найбільших експозицій став автомобільний відділ, де було представлено 56 машин.
В Чернігові перший автомобіль заявився 1906 року, в Ялті — 1902 року, Львові — 1897 року, Харкові — 1904 року.

## Проблеми автомобілів

Кількість пасажирських автомобілів на 1000 мешканців країни.

Створення двигунів, що не забруднюють довкілля, зняло б екологічні проблеми великих міст.
Директива 2009/33/EC має на меті стимулювати розвиток чистого та енергоефективного автомобільного транспорту шляхом поширення на ринку інформації та покращання екологічних характеристик автомобілів. Директива також визначає правила щодо монетизації таких впливів та калькуляції операційних витрат, викидів СО2, інших забруднювачів (NOx, SOx, сажі тощо) від автомобілів. Директива є частиною національного законодавства держав-членів ЄС.
Європейське законодавство (Регламент ЄС 333/2014) визначає обов'язкові цілі щодо викидів СО2 для нових автомобілів. Цей Регламент є ключовим в стратегії щодо продажу автомобілів на ринку ЄС та покращання загальної енергоефективності. Загалом очікується, що середні викиди СО2 легковими автотранспортними засобами ЄС у 2016 році сягнуть 130 г/км. До 2021 року цей показник має зменшитись до 95 г/км. У порівнянні з 2007 роком, зниження СО2 має відбутись на 18 % та 40 % відповідно. В 2016 році середнє споживання палива має сягнути 5,6 л бензину на 100 км або 4,9 л дизелю на 100 км. У 2021 році ці показники повинні знизитись до 4,1 та 3,6 відповідно.
Автомобіль — складна система, сукупність механізмів та вузлів, котрі можуть виходити з ладу. Тому автомобілі потребують регулярного технічного обслуговування. Найчастіше необхідно перевіряти тиск повітря у шинах, рівень мастила (оливи) та гальмової рідини, а також температуру двигуна. Виходячи з цього, більшість автомобілів оснащені приладами-індикаторами, котрі дозволяють слідкувати за цими параметрами. Тиск повітря у шинах вимірюється шинним манометром.
При експлуатації автомобіля найчастіше зношуються шини та гальмові колодки. Шини також можуть пошкоджуватися при наїзді на гострі предмети (цвяхи, шурупи, скло тощо). Пошкоджені шини часто підлягають ремонту і придатні для подальшої експлуатації. Зношені гальмові колодки необхідно замінювати новими. При цьому постає проблема утилізації зношених колодок, котрі здебільшого виготовлені зі шкідливого для людини азбесту. Тому останнім часом промисловість переходить на виготовлення безазбестових гальмових колодок.
Утилізації та перероблення потребують також використане мастило, зношені шини, акумуляторні батареї, гальмова рідина тощо. Використане мастило переробляють на промивну оливу. Зношені шини спочатку розділяють на металевий корд і гуму, потім корд використовують, як металобрухт, а гуму використовують для виготовлення вторинних гумових виробів або додають до асфальту. Акумуляторні батареї найчастіше використовують для перетоплювання на свинцеві чушки.
Через збільшення парку автомобілів в Україні постає проблема утилізації не лише зношених вузлів, а й автомобільних кузовів.

## Рекорди швидкості
- Найвища швидкість у світі — 1229,88 км/год на наземному транспортному засобі — реактивному автомобілі Thrust SSC — була показана англійцем Енді Гріном 15 жовтня 1997 року. А середня швидкість по двох заїздах склала 1226,522 км/год. Доріжка довжиною 21 кілометр була розміщена на дні висохлого озера в штаті Невада (США). Екіпаж Гріна приводився в рух двома реактивними двигунами «Ролс-ройс» загальною потужністю 110 000 кінських сил.

- Найбільша швидкість, яку розвинула на автомобілі жінка, дорівнює 843,323 км/год. Її показала в грудні 1976 року американка Кітті Хамблтон на триколісному автомобілі S.М. Мотівейтор, потужністю 48 тисяч кінських сил у пустелі Алвард, штат Орегон, США. За сумою двох заїздів у двох напрямках її офіційний рекорд дорівнює 825,126 км/год.

- Німецьке тюнінгове ательє 9ff представило нову інформацію і нові фотографії доопрацьованого Porsche GT9-R. Під капотом спорткара встановили 1120-сильний мотор. Він офіційно потужніший, ніж Bugatti Veyron з 1001 кінською силою. 4,0-літровий турбодвигун з 6 циліндрами дозволяє розганятися автомобілю до 100 км/год за 2,9 секунди. Максимальна швидкість 9ff GT9-R — 414 км/год. Схоже, що це творіння тюнерів може претендувати на звання найшвидшого серійного авто у світі, залишивши позаду SSC Ultimate Aero TT, чия максимальна швидкість становить 412, 28 км/год. Однак, не варто забувати про нещодавній світовий рекорд швидкості, який встановив британський суперкар Keating TKR: під капотом стоїть 7,0-літровий мотор потужністю 1800 кінських сил. Автомобіль розігнався до 416 км/год. Для того, щоб увійти в Книгу рекордів Гіннесса, як найшвидший серійний автомобіль у світі, йому потрібно повторити власний результат. Але у 2010 році Bugatti Veyron знову зайняла нішу найшвидшого серійного автомобіля, створивши Bugatti Veyron Super Sport збільшивши потужність до 1200 сил, тепер його швидкість становить понад 431 км/год.

- Уже вийшов (черговий) «наземний винищувач», який, можливо, поб'є світовий рекорд швидкості. Перші заїзди планують провести в кінці 2011 року, в ПАР хочуть досягти швидкості 1609 км/год. Інженери завершили випробування реактивного двигуна від винищувача. Сумарна потужність двигуна (разом з твердопаливним прискорювачем) становить 135 000 кінських сил. При довжині 12,8 м болід важить 6,5 т.

## Конкурси автомобілів
Широку популярність здобули конкурси легкових, а потім і вантажних машин «автомобіль року» спочатку європейський, а потім японський та північноамериканський, а також «Автобус року», «Міжнародний фургон року» і «Вантажний автомобіль року», на яких перемоги поперемінно здобували автомобілі різних класів, виробників і країн.
Також серед легкових машин було проведено конкурс «Автомобіль століття», де перемогу здобув Ford T, що дав старт масовій світовій автомобілізації.
В Україні проводиться конкурс «Автомобіль року в Україні». Переможцем у 2012 році став автомобіль Toyota Camry.

## Цікаві факти
- В 1895 році відбулися автомобільні перегони за маршрутом Париж⁣ — ⁣Бордо⁣ — Париж протяжністю 1150 кілометрів. З-поміж учасників першим прибув на фініш через 48 годин і 47 хвилин двомісний «Папар-Лавассор» (3,5 к.с.). За кермом сидів його конструктор Еміль Лавассор. Коли він виліз із машини, то вигукнув: «Яке то було божевілля! Я летів із швидкістю 30 кілометрів за годину!»[18].
- Більшість автомобілів ділиться на правокермові і лівокермові.
- Перше в історії ДТП, зареєстроване за участю автомобіля (причому це був електромобіль) відбулося 30 травня 1896 року в Нью-Йорку: Генрі Уелс на своєму транспортному засобі зіткнувся з велосипедом Евеліна Томаса, який отримав перелом ноги.
- Перше в історії ДТП, що призвела до смерті пішохода, сталося у 1899 року також у Нью-Йорку. Таксі збило Генрі Блісса.
- Найстаріший дієвий автомобіль у світі — De Dion Bouton Et Trepardoux Dos-A-Dos Steam Runabout, 1884 року випуску[19].
- Кількість автомобілів в Україні станом на 2018 рік становила близько 7 мільйонів, що становило приблизно 151 автомобіль на 1000 осіб і 11.6 авто на кілометр квадратний території[20][21].
- Найпопулярнішим кольором автомобілів є сріблястий, за ним ідуть чорний, білий та сірий кольори[22].
- Перший прозорий автомобіль було зроблено у 1939 році. Pontiac Ghost Car зроблений з плексигласових панелей, які дозволяють зробити авто прозорим[23][24].
- Найбільший у світі іграшковий автомобільний трек Hot Wheels (укр. Гарячі колеса) може використовувати 1100 іграшкових авто на 18 смугах автостради[25].
- Рейтинг десяти найдорожчих автомобілів світу, куди увійшли як серійні авто, так і унікальні проєкти в єдиному екземплярі[26].